# Otilio Ulate Blanco
Luis Rafael de la Trinidad Otilio Ulate Blanco, född 25 augusti 1891 i Alajuela, död 27 oktober 1973 i San José, var president för Costa Rica mellan 1949 och 1953. Hans vicepresident var Alberto Oreamuno Flores.
Hans omdiskuterade val 1948, vilket ledde till en annullerad seger av kongressen till fördel för Rafael Ángel Calderón Guardia, blev den främsta anledningen till José Figueres Ferrers väpnade uppror som kom att bli ett 44 dagar långt inbördeskrig.